# Orgazmo
Orgazmo är en amerikansk actionkomedifilm från 1997 (även noterad som släppt 1998). Den är skriven av Trey Parker och Matt Stone och regisserad av Parker.

## Handling
Joe Young är en ung och andligt lycklig man, han skall snart gifta sig med sin fästmö Lisa, och han är en kringvandrande missionär för Mormonkyrkan. Hans jobb går ut på att knacka dörr och få med så många villiga som möjligt till sin frikyrka, och man kan med all rätta säga att det inte går alltför bra. En dag knackar Joe på hos Maxxx Orbison. Maxxx är en porrfilmsregissör, och han håller just på med en ny porrfilm som skall innehålla mycket Sci-Fi, och självklart sex. Dock verkar det som om hans huvudrollsinnehavare är en patetisk nolla, och Maxxx förstår att han blir tvungen att hitta en ny man till huvudrollen.
Joe får ett inte alltför förtjusande mottagande av Maxxx' gorillor, men av någon anledning verkar Joe vara en mästare på kampsport, och han besegrar sina motståndare utan några problem. När Maxxx ser Joe's figur och rörelser, vill han genast ha med Joe i huvudrollen. Joe i sin tur är en andlig man som knappast anser att sex bör visas på film, men då Maxxx erbjuder Joe ett kontrakt som det inte går att tacka nej till (med en "stunt-cock" som utför det sexuella i hans ställe), så accepterar Joe rollen som nya ”Orgazmo”.